# Ephelis
Ephelis is een geslacht van vlinders uit de familie van de grasmotten (Crambidae), uit de onderfamilie van de Odontiinae. De wetenschappelijke naam van dit geslacht is voor het eerst voorgesteld door Julius Lederer in een publicatie uit 1863.

## Soorten
- Ephelis belutschistanalis (Amsel, 1961)
- Ephelis brabanti (Chrétien, 1908)
- Ephelis cruentalis (Geyer, 1832)
- Ephelis dhahranalis (Amsel, 1958)
- Ephelis flavomarginalis (Amsel, 1951)
- Ephelis maesi (Mey, 2011)
- Ephelis mirabilis (Amsel, 1959)
- Ephelis palealis (Amsel, 1949)
- Ephelis pudicalis (Duponchel, 1832)
- Ephelis robustalis Amsel, 1970
- Ephelis sudanalis (Zerny, 1917)